# Torneo di Wimbledon 2024
Il Torneo di Wimbledon 2024 è stata la 137ª edizione dei Championships, torneo di tennis che si è giocato sull'erba e terza prova stagionale dello Slam. Si è disputata tra il 1º e il 14 luglio 2024 sui 19 campi dell'All England Lawn Tennis and Croquet Club di Wimbledon, Londra, Inghilterra, comprendendo per la categoria Seniors i tornei di singolare maschile e femminile e di doppio maschile, femminile e misto. Carlos Alcaraz era il campione in carica del singolare maschile, mentre Markéta Vondroušová del singolare femminile.

## Torneo

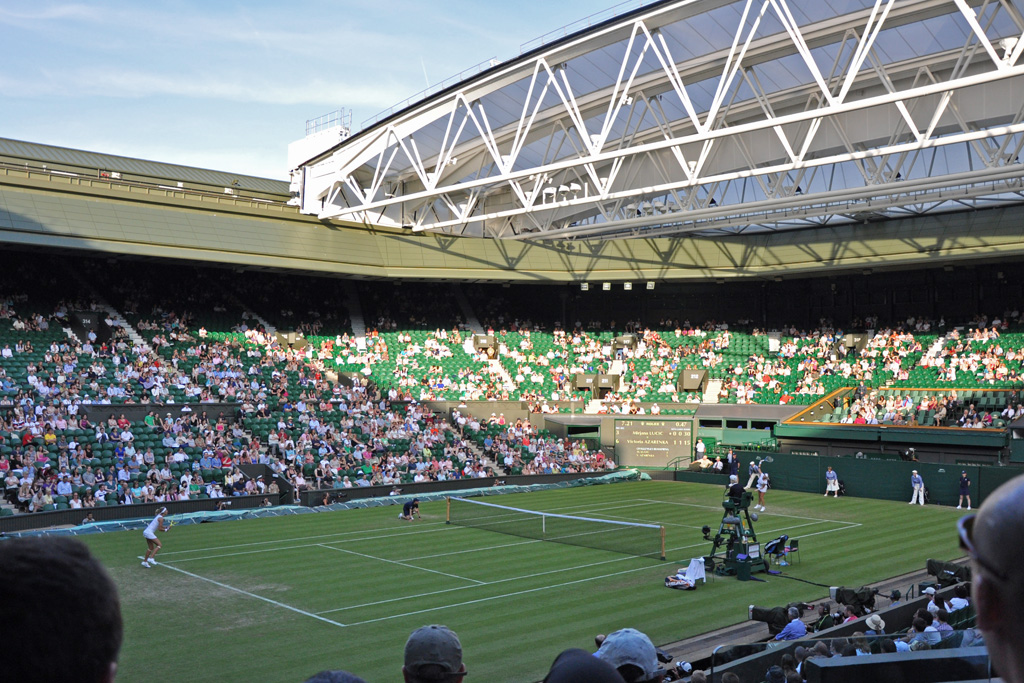
Il Centre Court dove vengono disputate le finali

Il torneo di Wimbledon 2024 è stato disputato tra il 1º e il 14 luglio 2024 sui campi in erba dell'All England Lawn Tennis and Croquet Club di Wimbledon, quartiere della periferia sud-occidentale di Londra. Gli incontri di qualificazione ai tabelloni principali si sonno disputati dal 24 al 27 giugno 2024 presso il Bank of England Sports Ground di Roehampton.
L'edizione 2024 è stata la 137ª nella storia del torneo, la 129ª con un'edizione del torneo singolare riservato alle donne, la 56ª della cosiddetta "Era Open" ed è stato il 3º torneo del "Grande Slam" dell'anno. L'evento è stato organizzato dalla International Tennis Federation (ITF) e ha fatto parte sia dell'ATP Tour 2024 che del WTA Tour 2024 sotto la categoria Grande Slam. L'evento nel suo complesso ha visto la disputa dei tornei di singolare (maschile, femminile) e di doppio (maschile, femminile e misto). Si sono disputati anche i tornei di singolare e doppio per ragazze e ragazzi (giocatori under 18), e i tornei di singolare e doppio in carrozzina.

## Programma del torneo
Questa è stata la terza edizione in cui sono stati disputati i match anche la domenica della prima settimana dell'evento, il giorno definito Middle Sunday. Prima dell'edizione 2022, il torneo aveva visto solo quattro eccezioni alla tradizione che consiste nel sospendere la competizione la domenica della prima settimana, per permettere di giocare match interrotti a causa della pioggia nelle giornate precedenti.

## Teste di serie
Le teste di serie sono state determinate sulla base dei ranking ATP e WTA a far data dal 24 giugno 2024. Le classifiche e i punti precedenti al torneo si riferiscono al 1º luglio 2024.
| Legenda colori              |
| Vincitore                   |
| Finalista                   |
| Semifinalista               |
| Quarti di finale            |
| Eliminati al 1T, 2T, 3T, 4T |

### Singolare maschile
| Tds | Rank | Giocatore               | Punteggio precedente | Punti da difendere | Punti conquistati | Nuovo punteggio | Situazione                                          |
| --- | ---- | ----------------------- | -------------------- | ------------------ | ----------------- | --------------- | --------------------------------------------------- |
| 1   | 1    | Jannik Sinner           | 9.890                | 720                | 400               | 9.570           | Eliminato ai QF da Daniil Medvedev [5]              |
| 2   | 2    | Novak Đoković           | 8.360                | 1.200              | 1.300             | 8.460           | Sconfitto in Finale da Carlos Alcaraz [3]           |
| 3   | 3    | Carlos Alcaraz          | 8.130                | 2.000              | 2.000             | 8.130           | Vittoria in Finale contro Novak Đoković [2]         |
| 4   | 4    | Alexander Zverev        | 6.905                | 90                 | 200               | 7.015           | Eliminato al 4°T da Taylor Fritz [13]               |
| 5   | 5    | Daniil Medvedev         | 6.445                | 720                | 800               | 6.525           | Eliminato in SF da Carlos Alcaraz [3]               |
| 6   | 6    | Andrej Rublëv           | 4.420                | 360                | 10                | 4.070           | Eliminato al 1°T da Francisco Comesaña              |
| 7   | 7    | Hubert Hurkacz          | 4.235                | 180                | 50                | 4.105           | Ritirato al 2°T contro Arthur Fils                  |
| 8   | 8    | Casper Ruud             | 4.025                | 45                 | 50                | 4.030           | Eliminato al 2°T da Fabio Fognini                   |
| 9   | 9    | Alex de Minaur          | 3.830                | 45                 | 400               | 4.185           | Ritirato ai QF contro Novak Đoković [2]             |
| 10  | 10   | Grigor Dimitrov         | 3.750                | 180                | 200               | 3.770           | Ritirato al 4°T contro Daniil Medvedev [5]          |
| 11  | 11   | Stefanos Tsitsipas      | 3.745                | 180                | 50                | 3.615           | Eliminato al 2°T da Emil Ruusuvuori                 |
| 12  | 13   | Tommy Paul              | 3.100                | 90                 | 400               | 3.410           | Eliminato ai QF da Carlos Alcaraz [3]               |
| 13  | 12   | Taylor Fritz            | 3.350                | 45                 | 400               | 3.705           | Eliminato ai QF da Lorenzo Musetti [25]             |
| 14  | 14   | Ben Shelton             | 2.595                | 45                 | 200               | 2.750           | Eliminato al 4°T da Jannik Sinner [1]               |
| 15  | 15   | Holger Rune             | 2.370                | 360                | 200               | 2.210           | Eliminato al 4°T da Novak Đoković [2]               |
| 16  | 16   | Ugo Humbert             | 2.300                | 10                 | 200               | 2.490           | Eliminato al 4°T Carlos Alcaraz [3]                 |
| 17  | 17   | Félix Auger-Aliassime   | 2.075                | 10                 | 10                | 2.075           | Eliminato al 1°T da Thanasi Kokkinakis              |
| 18  | 18   | Sebastián Báez          | 2.020                | 10                 | 10                | 2.020           | Eliminato al 1°T da Brandon Nakashima               |
| 19  | 20   | Nicolás Jarry           | 1.825                | 90                 | 10                | 1.745           | Eliminato al 1°T da Denis Shapovalov [PR]           |
| 20  | 21   | Sebastian Korda         | 1.795                | 10                 | 10                | 1.795           | Eliminato al 1°T da Giovanni Mpetshi Perricard [LL] |
| 21  | 22   | Karen Chačanov          | 1.780                | 0                  | 50                | 1.830           | Eliminato al 2°T da Quentin Halys [Q]               |
| 22  | 24   | Adrian Mannarino        | 1.625                | 45                 | 10                | 1.590           | Eliminato al 1°T da Gaël Monfils                    |
| 23  | 23   | Aleksandr Bublik        | 1.730                | 180                | 100               | 1.650           | Eliminato al 3°T da Tommy Paul [12]                 |
| 24  | 19   | Alejandro Tabilo        | 1.904                | (75+36)†           | 100+25            | 1.918           | Eliminato al 3°T da Taylor Fritz [13]               |
| 25  | 25   | Lorenzo Musetti         | 1.620                | 90                 | 800               | 2.330           | Eliminato in SF da Novak Đoković [2]                |
| 26  | 30   | Francisco Cerúndolo     | 1.315                | 45                 | 10                | 1.280           | Eliminato al 1°T da Roman Safiullin                 |
| 27  | 27   | Tallon Griekspoor       | 1.470                | 10                 | 50                | 1.510           | Eliminato al 2°T da Miomir Kecmanović               |
| 28  | 28   | Jack Draper             | 1.461                | 0                  | 50                | 1.511           | Eliminato al 2°T da Cameron Norrie                  |
| 29  | 29   | Frances Tiafoe          | 1.355                | 90                 | 100               | 1.365           | Eliminato al 3°T da Carlos Alcaraz [3]              |
| 30  | 31   | Tomás Martín Etcheverry | 1.290                | 45                 | 50                | 1.295           | Eliminato al 2°T da Alexei Popyrin                  |
| 31  | 32   | Mariano Navone          | 1.282                | (50)†              | 10                | 1.242           | Eliminato al 1°T da Lorenzo Sonego                  |
| 32  | 38   | Zhang Zhizhen           | 1.221                | 10                 | 50                | 1.261           | Eliminato al 2°T da Jan-Lennard Struff              |

† Il giocatore non si era qualificato al tabellone principale nel 2023. Difende invece punti di un evento dell'ATP Challenger Tour.

#### Teste di serie ritirate
I seguenti giocatori sarebbero entrati in tabellone come teste di serie ma si sono ritirati prima del sorteggio.
| Rank | Giocatore    | Punteggio precedente | Punti da difendere 2023 | Nuovo punteggio | Motivo ritiro           |
| ---- | ------------ | -------------------- | ----------------------- | --------------- | ----------------------- |
| 26   | Jiří Lehečka | 1.585                | 180                     | 1.405           | Infortunio alla schiena |

### Singolare femminile
| Tds | Rank | Giocatore                | Punteggio precedente | Punti da difendere | Punti conquistati | Nuovo punteggio | Situazione                                     |
| --- | ---- | ------------------------ | -------------------- | ------------------ | ----------------- | --------------- | ---------------------------------------------- |
| 1   | 1    | Iga Świątek              | 11.585               | 430                | 130               | 11.285          | Eliminata al 3°T da Julija Putinceva (Q)       |
| 2   | 2    | Coco Gauff               | 7.943                | 10                 | 240               | 8.173           | Eliminata al 4°T da Emma Navarro (19)          |
| 3   | 3    | Aryna Sabalenka          | 7.841                | 780                | 0                 | 7.061           | Ritirata                                       |
| 4   | 4    | Elena Rybakina           | 6.026                | 430                | 780               | 6.376           | Eliminata in SF da Barbora Krejčiková (31)     |
| 5   | 5    | Jessica Pegula           | 5.025                | 430                | 70                | 4.665           | Eliminata al 2°T da Wang Xinyu                 |
| 6   | 6    | Markéta Vondroušová      | 4.463                | 2.000              | 10                | 2.473           | Eliminata al 1°T da Jéssica Bouzas Maneiro     |
| 7   | 7    | Jasmine Paolini          | 4.228                | 10                 | 1.300             | 5.518           | Sconfitta in Finale da Barbora Krejčiková (31) |
| 8   | 8    | Zheng Qinwen             | 4.055                | 10                 | 10                | 4.055           | Eliminata al 1°T da Lulu Sun (Q)               |
| 9   | 9    | Maria Sakkarī            | 3.805                | 10                 | 130               | 3.925           | Eliminata al 3°T da Emma Raducanu (WC)         |
| 10  | 10   | Ons Jabeur               | 3.801                | 1.300              | 130               | 2.631           | Eliminata al 3°T da Elina Svitolina (21)       |
| 11  | 11   | Danielle Collins         | 3.532                | 70                 | 240               | 3.702           | Eliminata al 4°T da Barbora Krejčiková (31)    |
| 12  | 13   | Madison Keys             | 3.068                | 430                | 240               | 2.878           | Ritirata al 4°T contro Jasmine Paolini (7)     |
| 13  | 14   | Jeļena Ostapenko         | 3.058                | 70                 | 430               | 3.418           | Eliminata ai QF da Barbora Krejčiková (31)     |
| 14  | 12   | Dar'ja Kasatkina         | 3.283                | 130                | 130               | 3.283           | Eliminata al 3°T da Paula Badosa (PR)          |
| 15  | 15   | Ljudmila Samsonova       | 2.830                | 10                 | 130               | 2.950           | Eliminata al 3°T da Anna Kalinskaja (17)       |
| 16  | 16   | Viktoryja Azaranka       | 2.399                | 240                | 0                 | 2.159           | Ritirata                                       |
| 17  | 18   | Anna Kalinskaja          | 2.310                | 0                  | 240               | 2.550           | Ritirata al 4°T contro Elena Rybakina (4)      |
| 18  | 19   | Marta Kostjuk            | 2.240                | 130                | 130               | 2.240           | Eliminata al 3°T da Madison Keys               |
| 19  | 17   | Emma Navarro             | 2.323                | 10+95              | 430+81            | 2.729           | Eliminata ai QF da Jasmine Paolini (7)         |
| 20  | 20   | Beatriz Haddad Maia      | 2.218                | 240                | 130               | 2.108           | Eliminata al 3°T da Danielle Collins (11)      |
| 21  | 21   | Elina Svitolina          | 2.100                | 780                | 430               | 1.750           | Eliminata ai QF da Elena Rybakina (4)          |
| 22  | 22   | Ekaterina Aleksandrova   | 2.053                | 240                | 0                 | 1.813           | Ritirata                                       |
| 23  | 24   | Caroline Garcia          | 1.938                | 130                | 70                | 1.878           | Eliminata al 2°T da Bernarda Pera              |
| 24  | 23   | Mirra Andreeva           | 2.018                | 280                | 10                | 1.748           | Eliminata al 1°T da Brenda Fruhvirtová         |
| 25  | 28   | Anastasija Pavljučenkova | 1.756                | (15+95)†           | 70+1              | 1.717           | Eliminata al 2°T da Zhu Lin                    |
| 26  | 26   | Linda Nosková            | 1.775                | 10                 | 70                | 1.835           | Eliminata al 2°T da Bianca Andreescu (PR)      |
| 27  | 36   | Kateřina Siniaková       | 1.546                | 70                 | 70                | 1.546           | Eliminata al 2°T da Yulia Putintseva           |
| 28  | 27   | Dajana Jastrems'ka       | 1.760                | 30                 | 130               | 1.860           | Eliminata al 3°T da Donna Vekić                |
| 29  | 31   | Sorana Cîrstea           | 1.675                | 130                | 10                | 1.555           | Eliminata al 1°T da Sonay Kartal (Q)           |
| 30  | 25   | Leylah Fernandez         | 1.920                | 70                 | 70                | 1.920           | Eliminata al 2°T da Caroline Wozniacki (WC)    |
| 31  | 32   | Barbora Krejčiková       | 1.643                | 70                 | 2.000             | 3.573           | Vittoria in Finale contro Jasmine Paolini (7)  |
| 32  | 29   | Katie Boulter            | 1.748                | 130                | 70                | 1.688           | Eliminata al 2°T da Harriet Dart               |
| N/A | 37   | Donna Vekić              | 1.488                | 10                 | 780               | 2.258           | Eliminata in SF da Jasmine Paolini (7)         |
| N/A | 123  | Lulu Sun                 | 616                  | 0                  | 470               | 1.086           | Eliminata ai QF da Donna Vekić                 |

† Il giocatore non si era qualificato al tabellone principale nel 2023. Difende invece punti di un evento dell'ITF o WTA 125.

## Teste di serie nel doppio
| Legenda colori          |
| Vincitori               |
| Finalisti               |
| Semifinalisti           |
| Quarti di finale        |
| Eliminati al 1T, 2T, 3T |

### Doppio maschile
| Coppia            | Coppia                 | Rank1 | Tds |
| ----------------- | ---------------------- | ----- | --- |
| Marcel Granollers | Horacio Zeballos       | 4     | 1   |
| Rohan Bopanna     | Matthew Ebden          | 5     | 2   |
| Rajeev Ram        | Joe Salisbury          | 11    | 3   |
| Marcelo Arévalo   | Mate Pavić             | 16    | 4   |
| Simone Bolelli    | Andrea Vavassori       | 21    | 5   |
| Santiago González | Édouard Roger-Vasselin | 26    | 6   |
| Wesley Koolhof    | Nikola Mektić          | 29    | 7   |
| Kevin Krawietz    | Tim Pütz               | 30    | 8   |
| Neal Skupski      | Michael Venus          | 34    | 9   |
| Ivan Dodig        | Austin Krajicek        | 36    | 10  |
| Máximo González   | Andrés Molteni         | 38    | 11  |
| Nathaniel Lammons | Jackson Withrow        | 46    | 12  |
| Hugo Nys          | Jan Zieliński          | 55    | 13  |
| Sander Gillé      | Joran Vliegen          | 58    | 14  |
| Max Purcell       | Jordan Thompson        | 63    | 15  |
| Sadio Doumbia     | Fabien Reboul          | 67    | 16  |

- 1 Ranking al 24 giugno 2024.

### Doppio femminile
| Coppia                   | Coppia                | Rank1 | Tds |
| ------------------------ | --------------------- | ----- | --- |
| Hsieh Su-wei             | Elise Mertens         | 3     | 1   |
| Gabriela Dabrowski       | Erin Routliffe        | 7     | 2   |
| Nicole Melichar-Martinez | Ellen Perez           | 19    | 3   |
| Kateřina Siniaková       | Taylor Townsend       | 28    | 4   |
| Sara Errani              | Jasmine Paolini       | 29    | 5   |
| Demi Schuurs             | Luisa Stefani         | 29    | 6   |
| Caroline Dolehide        | Desirae Krawczyk      | 30    | 7   |
| Barbora Krejčiková       | Laura Siegemund       | 32    | 8   |
| Ljudmyla Kičenok         | Jeļena Ostapenko      | 37    | 9   |
| Marie Bouzková           | Sara Sorribes Tormo   | 43    | 10  |
| Coco Gauff               | Jessica Pegula        | 55    | 11  |
| Chan Hao-ching           | Veronika Kudermetova  | 62    | 12  |
| Giuliana Olmos           | Aleksandra Panova     | 66    | 13  |
| Sofia Kenin              | Bethanie Mattek-Sands | 67    | 14  |
| Asia Muhammad            | Aldila Sutjiadi       | 67    | 15  |
| Ulrikke Eikeri           | Ingrid Neel           | 73    | 16  |

- 1 Ranking al 24 giugno 2024.

## Wildcard
Ai seguenti giocatori è stata assegnata una wildcard per accedere al tabellone principale.

### Singolare maschile
- Liam Broady
- Charles Broom
- Jan Choinski
- Jacob Fearnley
- Arthur Fery
- Billy Harris
- Paul Jubb
- Henry Searle

### Singolare femminile
- Francesca Jones
- Angelique Kerber
- Lily Miyazaki
- Naomi Ōsaka
- Emma Raducanu
- Ajla Tomljanović
- Heather Watson
- Caroline Wozniacki

### Doppio maschile
- Liam Broady /  Billy Harris
- Charles Broom /  Arthur Fery
- Jay Clarke /  Marcus Willis
- Oliver Crawford /  Kyle Edmund
- Dan Evans /  Henry Searle
- Jacob Fearnley /  Jack Pinnington Jones

### Doppio femminile
- Emily Appleton /  Lily Miyazaki
- Naiktha Bains /  Amelia Rajecki
- Alicia Barnett /  Freya Christie
- Harriet Dart /  Maia Lumsden
- Sarah Beth Grey /  Tara Moore
- Samantha Murray Sharan /  Eden Silva

### Doppio misto
- Julian Cash /  Maia Lumsden
- Lloyd Glasspool /  Harriet Dart
- Luke Johnson /  Freya Christie
- Andy Murray /  Emma Raducanu
- Henry Patten /  Olivia Nicholls
- Marcus Willis /  Alicia Barnett

## Ranking protetto
I seguenti giocatori sono entrati in tabellone con il ranking protetto:

### Singolare maschile
- Pablo Carreño Busta (18)
- Denis Shapovalov (27)
- Kei Nishikori (48)
- Kwon Soon-woo (80)
- Dominic Stricker (94)

### Singolare femminile
- Paula Badosa (34)
- Zhang Shuai (48)
- Irina-Camelia Begu (49)
- Lauren Davis (59)
- Bianca Andreescu (64)
- Kateryna Baindl (86)
- Wang Qiang (94)
- Alison Van Uytvanck (97)

### Doppio maschile
- Théo Arribagé /  Marcus Daniell
- Sebastián Báez /  Dustin Brown
- Roberto Carballés Baena /  Pablo Carreño Busta
- Thanasi Kokkinakis /  Denis Shapovalov
- Fabrice Martin /  Matwé Middelkoop

### Doppio femminile
- Viktoryja Azaranka /  Paula Badosa
- Irina-Camelia Begu /  Martina Trevisan
- Miyu Katō /  Zhang Shuai
- Diana Šnajder /  Elena Vesnina
- Wang Xinyu /  Zheng Saisai

### Doppio misto
- Marcelo Arévalo /  Zhang Shuai
- Fabrice Martin /  Cristina Bucșa

## Ritiri
I seguenti giocatori sono stati ammessi di diritto nel tabellone principale, ma si sono ritirati a causa di infortuni o altri motivi.
Prima del torneo
Singolare maschile
- Rafael Nadal (9 PR) → sostituito da  Maximilian Marterer (99)
- Jiří Lehečka (25) → sostituito da  Botic van de Zandschulp (100)
- Corentin Moutet (79) → sostituito da  James Duckworth  (LL)
- Dominik Koepfer (67) → sostituito da  Luca Van Assche  (LL)
- Alejandro Davidovich Fokina (34) → sostituito da  Giovanni Mpetshi Perricard (LL)
- Pablo Carreño Busta (18 PR) → sostituito da  Daniel Elahi Galán (LL)
- Andy Murray (75) → sostituito da  David Goffin (LL)

Singolare femminile
- †  Petra Kvitová (57) → sostituita da  Jule Niemeier (97)
- †  Belinda Bencic (92) → sostituita da  Alison Van Uytvanck (97 SR)
- @  Ajla Tomljanović (33 SR) → sostituita da  Emina Bektas (98)
- ‡  Elisabetta Cocciaretto (52) → sostituita da  Olga Danilović (LL)
- ‡  Ekaterina Aleksandrova (18) → sostituita da  Renata Zarazúa (LL)
- ‡  Aryna Sabalenka (2) → sostituita da  Ėrika Andreeva (LL)
- ‡  Viktoryja Azaranka (16) → sostituita da  Elsa Jacquemot (LL)

† → non inclusa nell'entry list
‡ → ritirata dall'entry list
@ → ritirata dall'entry list e ricevuta WC
Doppio maschile
- Hugo Gaston /  Corentin Moutet → sostituiti da  Christopher Eubanks /  Evan King
- Roberto Carballés Baena /  Pablo Carreño Busta → sostituiti da  Marcelo Demoliner /  Daniil Medvedev

Doppio femminile
- Cristina Bucșa /  Monica Niculescu → sostituite da  Cristina Bucșa /  Nao Hibino
- Emina Bektas /  Sabrina Santamaria → sostituite da  Julija Putinceva /  Clara Tauson
- Viktoryja Azaranka /  Paula Badosa → sostituite da  Miriam Kolodziejová /  Anna Sisková
- Ekaterina Aleksandrova /  Anastasija Pavljučenkova → sostituite da  Lauren Davis /  Kimberley Zimmermann
- Clara Burel /  Camila Osorio → sostituite da  Olivia Gadecki /  Elixane Lechemia
- Anna Kalinskaja /  Donna Vekić → sostituite da  Tamara Korpatsch /  Bibiane Schoofs

Doppio misto
- Andy Murray /  Emma Raducanu → sostituiti da  Rajeev Ram /  Katie Volynets
- Robert Galloway /  Ingrid Neel → sostituiti da  Nicolás Barrientos /  Miyu Katō
- John Peers /  Nicole Melichar-Martinez → sostituiti da  Charles Broom /  Emily Appleton

## Qualificazioni
Le qualificazioni per i tabelloni principali si sono disputate dal 24 al 27 giugno.

### Singolare maschile
1. Maxime Janvier
2. Hugo Gaston
3. Zizou Bergs
4. Mark Lajal
5. Lloyd Harris
6. Lucas Pouille
7. Quentin Halys
8. Radu Albot
9. Mattia Bellucci
10. Alejandro Moro Cañas
11. Alex Bolt
12. Cristian Garín
13. Felipe Meligeni Alves
14. Elias Ymer
15. Otto Virtanen
16. Vít Kopřiva

#### Lucky loser
1. James Duckworth
2. Giovanni Mpetshi Perricard
3. Luca Van Assche
4. Daniel Elahi Galán
5. David Goffin

### Singolare femminile
1. Bai Zhuoxuan
2. Olivia Gadecki
3. Dalma Gálfi
4. Sonay Kartal
5. McCartney Kessler
6. Eva Lys
7. Robin Montgomery
8. Alycia Parks
9. Elena-Gabriela Ruse
10. Darija Snihur
11. Marina Stakusic
12. Julija Starodubceva
13. Lulu Sun
14. Anca Todoni
15. Panna Udvardy
16. Katie Volynets

#### Lucky loser
1. Ėrika Andreeva
2. Olga Danilović
3. Elsa Jacquemot
4. Renata Zarazúa

## Tennisti partecipanti ai singolari
- Singolare maschile

| Campione                        | Campione               | Finalista                    | Finalista                |
| ------------------------------- | ---------------------- | ---------------------------- | ------------------------ |
| Carlos Alcaraz (3)              | Carlos Alcaraz (3)     | Novak Đoković (2)            | Novak Đoković (2)        |
| Semifinalisti                   |                        |                              |                          |
| Daniil Medvedev (5)             | Daniil Medvedev (5)    | Lorenzo Musetti (25)         | Lorenzo Musetti (25)     |
| Eliminati ai quarti             |                        |                              |                          |
| Jannik Sinner (1)               | Tommy Paul (12)        | Taylor Fritz (13)            | Alex de Minaur (9)       |
| Eliminati al 4º turno           |                        |                              |                          |
| Ben Shelton (14)                | Grigor Dimitrov (10)   | Ugo Humbert (16)             | Roberto Bautista Agut    |
| Giovanni Mpetshi Perricard (LL) | Alexander Zverev (4)   | Arthur Fils                  | Holger Rune (15)         |
| Eliminati al 3º turno           |                        |                              |                          |
| Miomir Kecmanović               | Denis Shapovalov (PR)  | Gaël Monfils                 | Jan-Lennard Struff       |
| Frances Tiafoe (29)             | Brandon Nakashima      | Aleksandr Bublik (23)        | Fabio Fognini            |
| Francisco Comesaña              | Emil Ruusuvuori        | Alejandro Tabilo (24)        | Cameron Norrie           |
| Roman Safiullin                 | Lucas Pouille (Q)      | Quentin Halys (Q)            | Alexei Popyrin           |
| Eliminati al 2º turno           |                        |                              |                          |
| Matteo Berrettini               | Tallon Griekspoor (27) | Daniel Altmaier              | Lloyd Harris (Q)         |
| Shang Juncheng                  | Stan Wawrinka          | Zhang Zhizhen (32)           | Alexandre Müller         |
| Aleksandar Vukic                | Borna Ćorić            | Jordan Thompson              | Botic van de Zandschulp  |
| Otto Virtanen (Q)               | Arthur Cazaux          | Lorenzo Sonego               | Casper Ruud (8)          |
| Adam Walton                     | Luciano Darderi        | Yoshihito Nishioka           | Stefanos Tsitsipas (11)  |
| Arthur Rinderknech              | Flavio Cobolli         | Jack Draper (28)             | Marcos Giron             |
| Hubert Hurkacz (7)              | Tomáš Macháč           | Thanasi Kokkinakis           | Jaume Munar              |
| Thiago Seyboth Wild             | Karen Khachanov (21)   | Tomás Martín Etcheverry (30) | Jacob Fearnley (WC)      |
| Eliminati al 1º turno           |                        |                              |                          |
| Yannick Hanfmann                | Márton Fucsovics       | Sumit Nagal                  | Daniel Elahi Galán (LL)  |
| Nicolás Jarry (19)              | Arthur Fery (WC)       | Alex Michelsen               | Mattia Bellucci (Q)      |
| Dušan Lajović                   | Cristian Garín (Q)     | Charles Broom (WC)           | Adrian Mannarino (22)    |
| Maxime Janvier (Q)              | Fábián Marozsán        | Hugo Gaston (Q)              | Aleksandar Kovacevic     |
| Mark Lajal (Q)                  | Sebastian Ofner        | Felipe Meligeni Alves (Q)    | Matteo Arnaldi           |
| Sebastián Báez (18)             | Pavel Kotov            | Liam Broady (WC)             | Alexander Shevchenko     |
| Pedro Martínez                  | Max Purcell            | Zizou Bergs (Q)              | Jakub Menšík             |
| Sebastián Báez (31)             | Maximilian Marterer    | Luca Van Assche (LL)         | Alex Bolt (Q)            |
| Andrej Rublëv (6)               | Federico Coria         | Jan Choinski (WC)            | Constant Lestienne       |
| Sebastian Korda (20)            | Nuno Borges            | Mackenzie McDonald           | Tarō Daniel              |
| Christopher O'Connell           | Kei Nishikori          | Rinky Hijikata               | Daniel Evans             |
| Elias Ymer (Q)                  | Facundo Díaz Acosta    | Henry Searle (WC)            | Roberto Carballés Baena  |
| Radu Albot (Q)                  | Dominic Stricker       | David Goffin (LL)            | Francisco Cerúndolo (26) |
| Félix Auger-Aliassime (17)      | Laslo Đere             | Billy Harris (WC)            | James Duckworth (LL)     |
| Soonwoo Kwon                    | Paul Jubb (WC)         | Christopher Eubanks          | Aslan Karacev            |
| Luca Nardi                      | Thiago Monteiro        | Alejandro Moro Cañas (Q)     | Vít Kopřiva (Q)          |

- Singolare femminile

| Campionessa             | Campionessa                   | Finalista                 | Finalista               |
| ----------------------- | ----------------------------- | ------------------------- | ----------------------- |
| Barbora Krejčiková (31) | Barbora Krejčiková (31)       | Jasmine Paolini (7)       | Jasmine Paolini (7)     |
| Semifinaliste           |                               |                           |                         |
| Elena Rybakina (4)      | Elena Rybakina (4)            | Donna Vekić               | Donna Vekić             |
| Eliminate ai quarti     |                               |                           |                         |
| Jeļena Ostapenko (13)   | Elina Svitolina (21)          | Lulu Sun (Q)              | Emma Navarro (19)       |
| Eliminate al 4º turno   |                               |                           |                         |
| Julija Putinceva (Q)    | Danielle Collins (11)         | Anna Kalinskaja (17)      | Wang Xinyu              |
| Emma Raducanu (WC)      | Paula Badosa (PR)             | Madison Keys (12)         | Coco Gauff (2)          |
| Eliminate al 3º turno   |                               |                           |                         |
| Iga Świątek (1)         | Bernarda Pera                 | Beatriz Haddad Maia (20)  | Jéssica Bouzas Maneiro  |
| Caroline Wozniacki (WC) | Liudmila Samsonova (15)       | Ons Jabeur (10)           | Harriet Dart            |
| Zhu Lin                 | Maria Sakkari (9)             | Daria Kasatkina (14)      | Dajana Jastrems'ka (28) |
| Bianca Andreescu (PR)   | Marta Kostyuk (18)            | Diana Shnaider            | Sonay Kartal (Q)        |
| Eliminate al 2º turno   |                               |                           |                         |
| Petra Martić            | Kateřina Siniaková (27)       | Caroline Garcia (23)      | Daria Snigur (Q)        |
| Dalma Gálfi (Q)         | Camila Osorio                 | Katie Volynets (Q)        | Cristina Bucșa          |
| Laura Siegemund         | Leylah Fernandez (30)         | Marie Bouzková            | Elina Avanesyan         |
| Robin Montgomery (Q)    | Jule Niemeier                 | Katie Boulter (32)        | Jessica Pegula (5)      |
| Yulia Starodubtseva (Q) | Anastasia Pavlyuchenkova (25) | Elise Mertens             | Arantxa Rus             |
| Lily Miyazaki (WC)      | Brenda Fruhvirtová            | Varvara Gracheva          | Erika Andreeva (LL)     |
| Greet Minnen            | Linda Nosková (26)            | Daria Saville             | Wang Yafan              |
| Sloane Stephens         | Naomi Osaka (WC)              | Clara Burel               | Anca Todoni (Q)         |
| Eliminate al 1º turno   |                               |                           |                         |
| Sofia Kenin             | Francesca Jones (WC)          | Angelique Kerber (WC)     | Marina Stakusic (Q)     |
| Anna Blinkova           | Anastasia Potapova            | Océane Dodin              | Ajla Tomljanović (WC)   |
| Clara Tauson            | Mayar Sherif                  | Lauren Davis              | Magdalena Fręch         |
| Veronika Kudermetova    | María Carlé                   | Ana Bogdan                | Markéta Vondroušová (6) |
| Elena-Gabriela Ruse (Q) | Kateryna Baindl (PR)          | Alycia Parks (Q)          | Lucia Bronzetti         |
| Panna Udvardy (Q)       | Julia Riera                   | Anhelina Kalinina         | Rebeka Masarova         |
| Moyuka Uchijima         | Olivia Gadecki (Q)            | Viktorija Golubic         | Magda Linette           |
| Tatjana Maria           | Bai Zhuoxuan (Q)              | Viktoriya Tomova          | Ashlyn Krueger          |
| Zheng Qinwen (8)        | Alison Van Uytvanck (PR)      | Irina-Camelia Begu (PR)   | Taylor Townsend         |
| Renata Zarazúa (LL)     | Nao Hibino                    | Yuan Yue                  | McCartney Kessler (Q)   |
| Zhang Shuai (PR)        | Tamara Korpatsch              | Karolína Muchová          | Mirra Andreeva (24)     |
| Nadia Podoroska         | Lesia Tsurenko                | Wang Xiyu                 | Emina Bektas            |
| Sara Sorribes Tormo     | Heather Watson (WC)           | Jaqueline Cristian        | Sara Errani             |
| Rebecca Šramková        | Peyton Stearns                | Anna Karolína Schmiedlová | Martina Trevisan        |
| Elsa Jacquemot (LL)     | Karolína Plíšková             | Diane Parry               | Wang Qiang (PR)         |
| Sorana Cîrstea (29)     | Eva Lys (Q)                   | Olga Danilović (LL)       | Caroline Dolehide       |

## Campioni

### Seniors

#### Singolare maschile
Carlos Alcaraz ha sconfitto in finale  Novak Đoković con il punteggio di 6-2, 6-2, 7-6(4).

#### Singolare femminile
Barbora Krejčíková ha sconfitto in finale  Jasmine Paolini con il punteggio di 6-2, 2-6, 6-4.

#### Doppio maschile
Harri Heliövaara /  Henry Patten hanno sconfitto in finale  Max Purcell /  Jordan Thompson con il punteggio di 6(7)-7, 7-6(8), 7-6(9).

#### Doppio femminile
Kateřina Siniaková /  Taylor Townsend hanno sconfitto in finale  Gabriela Dabrowski /  Erin Routliffe con il punteggio di 7-6(5), 7-6(1).

#### Doppio misto
Hsieh Su-wei /  Jan Zieliński hanno sconfitto in finale  Giuliana Olmos /  Santiago González con il punteggio di 6-4, 6-2.

### Junior

#### Singolare ragazzi
Nicolai Budkov Kjær ha sconfitto in finale  Mees Röttgering col punteggio di 6-3, 6-3.

#### Singolare ragazze
Renáta Jamrichová ha sconfitto in finale  Emerson Jones col punteggio di 6-3, 6-4.

#### Doppio ragazzi
Alexander Razeghi /  Max Schönhaus hanno sconfitto in finale  Jan Klimas /  Jan Kumstát col punteggio di 7-6(1), 6-4.

#### Doppio ragazze
Tyra Caterina Grant /  Iva Jovic hanno sconfitto in finale  Mika Stojsavljevic /  Mingge Xu col punteggio di 7-5, 4-6, [10-8].

### Tennisti in carrozzina

#### Singolare maschile carrozzina
Alfie Hewett ha sconfitto in finale  Martín de la Puente con il punteggio di 6-2, 6-3.

#### Singolare femminile carrozzina
Diede de Groot ha sconfitto in finale  Aniek van Koot con il punteggio di 6-4, 6-4. 

#### Quad singolare
Niels Vink  ha sconfitto in finale  Sam Schröder con il punteggio di 7-6(4), 6-4.

#### Doppio maschile carrozzina
Alfie Hewett /  Gordon Reid hanno sconfitto in finale  Tokito Oda /  Takuya Mikicon il punteggio di 6-4, 7-6(2).

#### Doppio femminile carrozzina
Yui Kamiji /  Kgothatso Montjane hanno sconfitto in finale  Diede de Groot /  Jiske Griffioen con il punteggio di 6-4, 6-4.

#### Quad doppio
Sam Schröder /  Niels Vink hanno sconfitto in finale  Andy Lapthorne /  Guy Sasson con il punteggio di 3-6, 7-6(3), 6-3.

## Punti

### Distribuzione dei punti
Di seguito le tabelle per ciascuna competizione, che mostrano i punti validi per il ranking per ogni evento.

#### Tornei uomini e donne
| Evento              | V    | F    | SF  | QF  | 4T  | 3T  | 2T | 1T   | Q    | Q3   | Q2   | Q1   |
| Singolare maschile  | 2000 | 1300 | 800 | 400 | 200 | 100 | 50 | 10   | 30   | 16   | 8    | 0    |
| Doppio maschile     | 2000 | 1200 | 720 | 360 | 180 | 90  | 0  | N.D. | N.D. | N.D. | N.D. | N.D. |
| Singolare femminile | 2000 | 1300 | 780 | 430 | 240 | 130 | 70 | 10   | 40   | 30   | 20   | 2    |
| Doppio femminile    | 2000 | 1300 | 780 | 430 | 240 | 130 | 10 | N.D. | N.D. | N.D. | N.D. | N.D. |

#### Carrozzina
| Evento         | V   | F   | SF   | QF   |
| Singolare      | 800 | 500 | 375  | 100  |
| Doppio         | 800 | 500 | 100  | N.D. |
| Quad Singolare | 800 | 500 | 100  | N.D. |
| Quad Doppio    | 800 | 100 | N.D. | N.D. |

#### Junior
| Evento            | V    | F   | SF  | QF  | 2T  | 1T   | Q    | Q3   |
| Singolare ragazzi | 1000 | 600 | 370 | 200 | 100 | 45   | 30   | 20   |
| Singolare ragazze | 1000 | 600 | 370 | 200 | 100 | 45   | 30   | 20   |
| Doppio ragazzi    | 750  | 450 | 275 | 150 | 75  | N.D. | N.D. | N.D. |
| Doppio ragazze    | 750  | 450 | 275 | 150 | 75  | N.D. | N.D. | N.D. |

## Montepremi
| Evento               | V          | F          | SF       | QF       | 4T       | 3T       | 2T      | 1T      | Q3      | Q2      | Q1      |
| Singolare            | £2,700,000 | £1,400,000 | £715,000 | £375,000 | £226,000 | £143,000 | £93,000 | £60,000 | £40,000 | £25,000 | £15,000 |
| Doppio *             | £650,000   | £330,000   | £167,000 | £84,000  | £42,000  | £25,000  | £15,750 | N.D.    | N.D.    | N.D.    | N.D.    |
| Doppio misto *       | £130,000   | £65,000    | £33,000  | £17,000  | £8,500   | £4,250   | N.D.    | N.D.    | N.D.    | N.D.    | N.D.    |
| Carrozzina Singolare | £65,000    | £34,000    | £23,000  | £15,000  | £10,000  | N.D.     | N.D.    | N.D.    | N.D.    | N.D.    | N.D.    |
| Carrozzina Doppio *  | £28,000    | £14,000    | £8,500   | £5,250   | N.D.     | N.D.     | N.D.    | N.D.    | N.D.    | N.D.    | N.D.    |
| Quad Singolare       | £65,000    | £34,000    | £23,000  | £15,500  | N.D.     | N.D.     | N.D.    | N.D.    | N.D.    | N.D.    | N.D.    |
| Quad Doppio *        | £28,000    | £14,000    | £8,500   | N.D.     | N.D.     | N.D.     | N.D.    | N.D.    | N.D.    | N.D.    | N.D.    |

*per team